# Aone
Nella mitologia greca,  Aone  era il nome di uno dei figli di Poseidone e di    Ippodamia

## Il mito
Aone regnò nella regione della Aonia che in seguito venne chiamata Beozia. La terra Aonia era quella parte di territorio della Beozia che confinava con la Focide.

### Antica
- Ovidio, Metamorfosi, 1, 313

### Moderna
- Anna Ferrari, Dizionario di mitologia, Litopres, UTET, 2006, ISBN 88-02-07481-X.
- Fernando Palazzi, Giuseppe Ghedini, Piccolo dizionario di mitologia e antichità classiche, 15ª ed., Milano, Arnoldo Mondadori, luglio 1940  [agosto 1924].